# Thomas Cottam
Pour les articles homonymes, voir Cottam.
Thomas Cottam (né en 1542 et mort le 30 mai 1582) est un prêtre martyr catholique anglais devenu jésuite après son ordination, qui fut exécuté pendant le règne d'Élisabeth Ire.

## Biographie
Né dans une famille passée à l'Anglicanisme il bénéficie d'une bonne éducation reçue au Brasenose College d'Oxford. Diplômé d'un Master of Art en 1572 il s'installe à Londres et devient professeur de grammaire dans une école Londonnienne. C'est à Londres que, dans des circonstances inconnues, il rencontre Thomas Pounde. Ce dernier le convainc de se faire catholique. Il l'aide aussi à discerner sa vocation. Il sera prêtre.
Secrètement il se rend pour sa formation sur le continent à Douai où il intègre le collège anglais. Il est ordonné diacre à Cambrai en 1577. A ce moment sa vocation se précise encore. Il se sent appelé à devenir jésuite et missionnaire. Il se rend à Rome en 1579 et demande son admission dans la Compagnie de Jésus précisant son désir d'être missionnaire en Inde. Sa santé est jugée trop fragile pour un tel voyage. Au milieu de son noviciat il tombe malade et est envoyé à Lyon pour sa convalescence. A Lyon, sans le savoir, il est repéré par un espion de la couronne anglaise. Il fait l'erreur de se confier à ce dernier. S'il ne peut se rendre en Inde il rentrera en Angleterre.
Il est finalement ordonné prêtre le 25 mai 1580 à Soissons. Ne partant plus pour l'Inde il est envoyé en Angleterre. Son identité de prêtre catholique étant déjà connue il est immédiatement arrêté à son arrivée à Douvres. L'intervention du Dr. Ely, un laïc catholique chargé secrètement de sa protection, lui permet de s'échapper et de se rendre à Londres. Cette fois-ci c'est le Dr. Ely qui est inquiété par la police. Afin de lui éviter la prison et une mort certaine Thomas Cottam fait le choix de se rendre aux autorités.
Emprisonné dans un premier temps à la prison Marshalsea il est ensuite transféré à la prison de la Tour de Londres en décembre 1580 où il est longuement torturé. Il est jugé en même temps qu'un autre jésuite Edmund Campion. Il est finalement condamné à mort le 16 novembre 1581. Son exécution aura lieu le 30 mai 1582 avec celles de Luc Kirby, Guillaume Filby et Laurent Johnson,.

## Béatification
Thomas Cottam est béatifié avec les cinquante-quatre martyrs anglais par le pape Léon XIII le 29 décembre 1886. Sa mémoire est célébrée le 30 mai. On retrouve aussi son nom dans la liste des martyrs de Douai.